# 篤姫ナンバー1
『篤姫ナンバー1』（あつひめナンバーワン）は、2012年に公開された日本映画。主演は石川梨華。
篤姫が江戸時代から現代にタイムスリップしてナンバー1ホステスになる、という物語。エグゼクティブプロデューサーのつんく♂は「大きい意味でコメディだが、青春、恋愛、感動ものでもある」としている。
109シネマズやコロナシネマワールドを含んだ全国的な上映となった。小規模公開作品ランキングで4位に入った。

## あらすじ
嘉永六年（1853年）、輿入れのために江戸城へ向かっていた篤姫は、不安になって箱根の山中に逃げ出す。それを追いかける世話係のタエとくノ一のミツだったが、空に現れた彗星の光に包まれて3人は160年後の現代にタイムスリップをする。俊太郎が車で通りかかった3人を轢きそうになり、言い争う前に走り去る。その後に彗星の観測に来ていた雄介と里美に出会い、2人のマンションへ招かれる。篤姫は、男が家事をして女が働きに出かける現代を見て驚く。"社会科見学"として里美の働く銀座の高級クラブ「派那子」に行った篤姫は、葵ママに気に入られて篤姫はホステス「アツコ」として働くことになる。会社の跡取りとされる人生に嫌気が差す俊太郎は「派那子」で酔って騒ぎ、篤姫は俊太郎に平手打ちをする。客に暴力を振るったという事に対し、ナンバー1ホステス、アミと対立する。そこで篤姫はナンバー1をなると宣言する。

## 登場人物
篤姫(島津篤子)
演 - 石川梨華
「アツコ」としてクラブで働き、ナンバー1を目指す。
藤山俊太郎
演 - 菊田大輔
藤山興産の跡取り。決められた人生を快く思っていない。
タエ
演 - 中澤裕子
篤姫の世話係。
ミツ
演 - とっきー
篤姫に仕えるくノ一。
有山里美
演 - 佐藤寛子
雄介の夢を応援するため、クラブで働く。
野田雄介
演 - 山崎裕太
漫画家志望。家事もこなす。
アミ
演 - 吉澤ひとみ
「派那子」のナンバー1ホステス。
藤山英二
演 - 草刈正雄
藤山興産の社長。俊太郎に対して政略結婚を持ちかける。
葵ママ
演 - 秋本奈緒美
銀座の高級クラブ「派那子」のオーナー。篤姫を気に入り働かせる。
ホステス
演 - にわみきほ、大浦育子、高田あゆみ、村上東奈、古川小夏
クラブのボーイ
演 - ダンディ坂野
づんく
演 - つんく♂
カメオ出演。クラブの常連客。

## スタッフ
- エグゼクティブプロデューサー - つんく♂
- 監督 - 小中和哉
- プロデューサー - 丹羽多聞アンドリウ
- 脚本 - 加藤淳也
- ラインプロデューサー - 松岡周作、壺井大輔
- 音楽 - 遠藤浩二
- 撮影 - 志賀葉一
- 照明 - 吉角荘介
- 録音 - 永口靖
- 美術 - 大庭勇人
- 主題歌 - 「シャイニング バタフライ」( ドリーム モーニング娘。)
- 主題歌プロデュース - つんく♂
- 製作 「篤姫ナンバー1製作委員会」 TNX、BS-TBS、アップフロントエージェンシー（現：アップフロントプロモーション）
- 協力 - ジャパンアミューズメントエージェンシー、ブロス・ジャパン
- 制作 - BS-TBS
- 配給 - シナジー、アーク・フィルムズ
- 制作協力 - ボイス&ハート
- 宣伝 - マンハッタンピープル
- 協賛 - 藤商事

## DVD・ブルーレイ
- DVD、ブルーレイともに2012年8月3日にTCエンタテインメントより発売。同日にDVDのみレンタル開始。
- 特典映像はナビゲート、完成披露舞台挨拶をセルのみ収録予定[8][9]。